# Трећа влада Јанка Вукотића
Трећа влада Јанка Вукотића била је на власти од 27. августа 1915. до 20. децембра 1915. године.

## Историја
Почетком децембра 1915. црногорска влада предложила је краљу Николи детаљно разрађен план за евакуисање државних установа и повлачење војске ка Скадру. По том плану требало је да се евакуише: Прво с Цетиња у Подгорицу, а затим према потреби у Скадар и даље... Према том плану имао се евакуисати краљ са члановима двора, а војска се имала борити, колико је то могла, и повлачити се према потреби за краљем и владом. Остало становништво имало је поступити како је ко могао и хтио.
Краљ Никола није усвојио овај план и влада је затражила да се сазове Народна скупштина, која се састала 25. децембра 1915. Влада је Народној скупштини упутила предлог да се Црна Гора бори до краја и да дође до брзе евакуације. Ни овај план владе није усвојен и она је поднела оставку. Међутим, до 3. јануара 1916. њена оставка није уважена. Истог дана је образована нова влада на челу са Лазаром Мијушковићем.

## Чланови владе
| Функција                                    | Слика | Име и презиме         | Детаљи |
| ------------------------------------------- | ----- | --------------------- | ------ |
| Предсједник Министарског Савјета            |       | Јанко Вукотић         |        |
| Министар Спољних Послова                    |       | Јанко Вукотић         |        |
| Предсједник привремени Министарског Савјета |       | Ристо Поповић         |        |
| Предсједник привремени Министарског Савјета |       | Од 21. септембра 1915 |        |
| Привремени Министар Спољних Послова         |       | Мирко Мијушковић      |        |
| Министар Финансија и Грађевина              |       | Мирко Мијушковић      |        |
| Министар Правде                             |       | Љубомир Бакић         |        |
| Министар Унутрашњих Послова                 |       | Саво П. Вулетић       |        |
| Министар Просвјете и Црквених Послова       |       | Гаврило Церовић       |        |
| Министар Војни                              |       | Машан Божовић         |        |